# كايتلين أوزموند
كايتلين أوزموند (من مواليد 5 ديسمبر 1995) متزلجة كندية متقاعدة تنافست في فردي السيدات. بطلة وطنية كندية ثلاث مرات (2013 ، 2014 ، 2017) ، تنافست أوزموند دوليًا على المستوى الأول من 2012 إلى 2018 ، وفازت بثلاث ميداليات أولمبية (ذهبية في حدث الفريق ، فضية وبرونزية) ، ميداليتين في بطولة العالم (ذهبية وفضية) فضية) ، وميدالية نهائية واحدة في سباق الجائزة الكبرى (برونزية). كانت أول بطلة العالم في كندا للسيدات منذ 45 عامًا عندما فازت في عام 2018.